# 可茂公設地方卸売市場
可茂公設地方卸売市場（かもこうせつちほうおろしうりしじょう）は、岐阜県可児市川合にある一部事務組合の可茂公設地方卸売市場組合が設置した卸売市場。1979年（昭和54年）5月に設立された。

## 沿革

### 前史
川合地区を中心とする畑作地帯は蔬菜の適地であり、農協はその普及と販売斡旋機関として、1950年（昭和25年）7月5日に今渡青果市場を今渡駅北構内に開設した。
1956年（昭和31年）のライン魚菜卸売市場の開設等、紆余曲折を経て1964年（昭和39年）4月20日に今渡駅構内から今渡農協の隣へ移転、1965年（昭和40年）に今渡農協本館が落成すると翌年市場店舗を増設、1970年（昭和45年）には市場事務所を建設した。
1971年（昭和46年）に卸売市場法が改正されると、今渡青果市場が新たに認可を受けた公共施設として今渡青果地方卸売市場となり、1976年（昭和51年）の取扱高は35億円にものぼる、地域の生鮮食料品の流通機関として発展した。

### 新市場の開設
その後、岐阜県が今渡青果市場に代わる新たな市場整備計画を立案。これらをもとに可茂広域市町村圏の1市10町村（当時）で事務組合を結成し、建設地は可児町（当時）川合に決定した。1979年（昭和54年）5月17日に開場式が挙行され、同月21日から初セリが行われ活動を開始した。

## 施設
可児市川合に43,655平方メートルの敷地を有する。

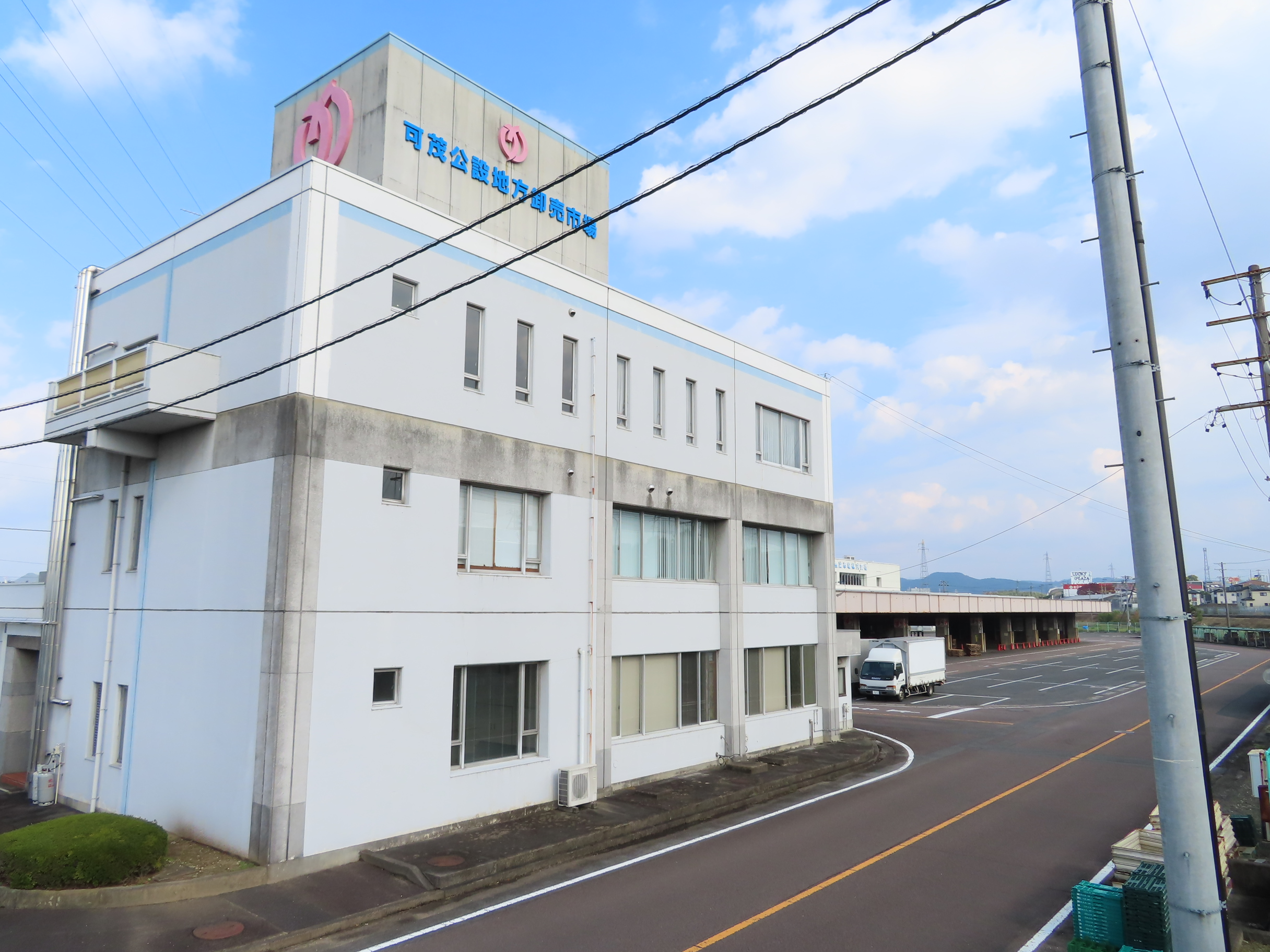
施設外観。

住所：岐阜県可児市川合636番地
座標: 北緯35度26分6.8秒 東経137度3分18.8秒 / 北緯35.435222度 東経137.055222度
- 管理棟
- 卸売場棟
- 関連売場棟3棟
- 冷蔵庫棟
- 倉庫棟

## 供給圏
- 美濃加茂市
- 可児市
- 加茂郡（7町村）
- 可児郡（1町村）
- 多治見市
- 土岐市
- 瑞浪市